# Lapithoides semiramis
Lapithoides semiramis är en stekelart som beskrevs av Nixon 1933. Lapithoides semiramis ingår i släktet Lapithoides och familjen Scelionidae. Inga underarter finns listade i Catalogue of Life.